# Микільська церква (Біла Церква)
Микі́льська це́рква закладена 25 серпня 1706 року гетьманом Іваном Мазепою та білоцерківським полковником Костянтином Мокієвським.

## Історія храму
Гетьман Мазепа уподобав Білу Церкву в розквіті своєї могутності. За народними переказами, він зібрав в тутешньому замку всі свої скарби після доносу Петру про "зраду" фастівського полковника Семена Палія. Розраховуючись закріпитися в Білій Церкві надовго, гетьман заклав тут церкву. Про це свідчить напис, висічений на металевій платівці, знайденій в 1842 році у фундаменті північної стіни. Ця платівка і святі мощі, про які згадується в написі, зберігались в хрестоподібному заглибленні великого вапняка, закладеного в фундамент при заснуванні храму.
Місце для церкви було обрано не випадково. Один з її дослідників викладач Київського університету Бутник-Сіверський писав, що в 1838 р. неподалік від Микільської церкви Олександра Браницька будує Преображенську церкву, дзвіниця якої була споруджена серед руїн вівтарної частини якогось стародавнього храму.
План храму не має аналога серед пам'яток української архітектури XVII—XVIII століть, його розміри нагадують розміри таких стародавніх храмів, як Ірининська церква в Києві (1037 р.)або Успенський собор Єлецького монастиря.
На початку XVII ст. споруджується дерев'яна велика церква святого Миколи, яка була на той час головним храмом міста. Перед нею знаходилась торгова площа. В церкві в 1622 р. був Єрусалимський патріарх Феофан, в 1639 р.— Ян Казімір, а в 1651 р-Богдан Хмельницький. Рештки її було знайдено в 1839 р. при перестиланні підлоги сучасної Микільської церкви.
Сучасна Микільська церква закладена в 1706 р. на місці її попередниці. За планом — це великий трипрестольний храм, який не був повністю втілений у камінь, бо такі події як втеча з України Мазепи, Прутський мир (1711 р.),передача Білої Церкви Польщі перешкодили завершенню будівництва.
Поляки, переслідуючи православ'я, насаджували католицизм, а тому висвячено було лише південну частину храму як маленьку прихідську церкву. До 1783 р. побіля неї знаходився цвинтар.
В 1799 р. церковна будівля постраждала від пожежі. Після освячення Преображенського собору в 1839 р. Микільська церква припинила своє існування. Північна частина її була розібрана, а південна (нинішня Микільська церква) полягла в руїнах. І лише в 1852 р. настоятелю Преображенського собору Петру Гавриловичу Лебединцеву (1819—1896 рр.) — автору багатьох праць з історії та археології Києва й Білої Церкви, редактору «Киевских єпархіальних ведомостей» (в майбутньому кафедральному протоієрею, який, до речі, 6 травня 1861 р. відправляв панахиду по тілу Т. Г. Шевченка в Київській церкві Різдва Христового на Подолі)—вдалось відновити південну частину і зберегти її для нащадків.
Разом з Преображенським собором Микільська церква була окрасою однієї з головних площ міста у XIX ст.— Соборної. У цей час вона набуває сучасного вигляду, оздоблюється монументальним живописом, авторство якого не встановлене.
Однією з реліквій церкви був шматочок «животворного древа» з Хреста Господнього,, вправленого у золотий хрестик. За легендою це був подарунок Браницького князю Потьомкіну-Таврійському на честь взяття ним Очакова. В церкві зберігалися  рідкісні стародруки — «Євангеліє» в золотій оправі (1634—1636 рр., Львів), «Євангеліє» (1657 р., Московська друкарня). 
Також в церкві зберегалося намисто молдавської княжни Розанди Лупул, дружини гетьманича Тимоша Хмельницького. Пізніше намисто було передане до Білоцерківського краєзнавчого музею, а потім було вилучене радянською владою для продажу за кордон.
Метричні книги, клірові відомості, сповідні розписи церкви св. Миколая м-ка Біла Церква (приписне с. Піщана) Васильківського пов. Київської губ. зберігаються в ЦДІАК України. http://cdiak.archives.gov.ua/baza_geog_pok/church/bila_001.xml [Архівовано 9 грудня 2018 у Wayback Machine.].
Микільська церква, Біла Церква - див. https://ua.igotoworld.com/ua/poi_object/67451_nikolskaya-cerkov.htm [Архівовано 8 січня 2019 у Wayback Machine.]

## Інтер'єр храму
Згідно з описом церкви 1902 р., зробленим законоучителем Білоцерківської гімназії священиком Н. Шараєвським, в церкві було два старовинні триярусні неповні іконостаси, датовані першою чвертю XVIII ст.— точна копія ікон головного іконостасу Київського Софіївського собору. Похилевич твердить, що це живопис епохи козацтва і виконаний він у візантійському стилі. За його припущенням, частина ікон перейшла з Микільської дерев'яної церкви.
На початку XX ст. богослужіння тут вже не велось. Ця церква як діюча культова споруда була закрита однією з перших у місті в 1926 р. Настоятель Преображенського собору священик О. Рудицький переносить ікони, які вціліли, на зберігання в кімнату біля дзвіниці, щоб згодом створити музей. За свідченням старожилів, він діяв у 20—ЗО рр.

## Риси храму
В середині 60-х рр. церковна будівля була капітально відремонтована і зараз це прямокутна в плані споруда (14,6X14,8 м), висотою 11,7 м, розділена на два приміщення — вівтар і південну частину. Північна частина відсутня, і це робить будівлю асиметричною. Кожне з приміщень має окремий вихід. Східний фасад з підвищеною середньою частиною увінчують три невеликі бані. Під центральним склепінням в нішах збереглись зображення ликів святих  (серед них образ св. Миколи).